# Семён Котко
«Семён Котко», op. 81 — опера в пяти действиях (семи картинах) русского композитора С. С. Прокофьева по повести В. П. Катаева «Я, сын трудового народа…» (1937), созданная на либретто писателя и композитора в 1939 году. Премьера прошла 23 июня 1940 года в Оперном театре имени К. С. Станиславского. Первое издание партитуры было опубликовано в 1960 году нотоиздательством «Музгиз». В 1943 году по мотивам оперы композитор написал одноимённую сюиту, op. 81 bis.

## История создания
В создании сочинения важную роль сыграл В. Э. Мейерхольд, познакомившийся с С. С. Прокофьевым ещё до революции, когда был назначен постановщиком оперы «Игрок» в Мариинском театре. Постановка не состоялась, но именно Мейерхольд подал Прокофьеву идею создания оперы «Любовь к трём апельсинам». Композитор выражал в «Дневнике» желание о постановке этой оперы Мейерхольдом: «А как бы мне хотелось, чтобы он когда-нибудь поставил „Апельсины“».
Во время первой поездки Прокофьева в СССР в 1927 году Мейерхольд договорился о постановке оперы «Игрок», что стало причиной её глубокой переработки, воплотившейся во 2-й редакции сочинения. Осуществление замысла режиссёра не состоялось. Через несколько лет Мейерхольд готовил премьеру балета «Стальной скок» в СССР, показ которой планировалось провести на сцене Большого театра весной 1930 года. Затем в 1932—1933 годах повторно пытался поставить «Игрока», но спектакль был снят с репертуара. Ни один из замыслов режиссёра поставить оперу или балет Прокофьева осуществлён не был.
Записи «Дневника» композитора свидетельствуют о трудностях в выборе решения по переезду в Советскую Россию. С одной стороны, в советской печати от Прокофьева требовали открыть лицо и сказать прямо о своём отношении к советской власти, с другой — эмигранская пресса не опубликовала ни одного положительного отзыва о его первой гастрольной поездке в СССР. В 1929 году Прокофьев взвешивал за и против, размышляя о словах из письма Мясковского «Вы собираетесь сюда? Зачем? Наши идеологи находят, что ваша музыка рабочим вредна или в лучшем случае чужда…» и находил причину для переезда: «Или наоборот: мне как раз надо ехать для того, чтобы вновь заставить поверить в мою музыку, которую, пользуясь отсутствием, заплевали ревнивые люди». Повторялась ситуация с дореволюционной Россией — как за границей, так и на родине публика разделилась на два основных лагеря ценителей и хулителей, но к оценке в значительной мере присоединялась политика и идеология. Тогда же Мейерхольд прислал журнал с злобной статьёй: «В Прокофьеве видели гения, однако, каждое новое его произведение приносит разочарование… атмосфера охлаждения… искусство мстит за ложь…». Ещё через месяц из письма Мейерхольда Прокофьев сделал вывод: «в России не так уж хорошо (если я поеду, то втянут в писание политической музыки)».
Осенью 1929 года на так называемой «Чистке Прокофьева» (своеобразная пролетарская фокус-группа с обсуждением творческого кредо) на вопрос может ли он написать оперу на тему Гражданской войны композитор дал отрицательный ответ с невразумительным мотивом. Тем не менее через несколько лет Прокофьев изменил своё отношение и начал искать подходящий сюжет.
Вскоре после закрытия ГосТиМа в январе 1938 года К. С. Станиславский предложил В. Э. Мейерхольду должность главного режиссёра в Оперном театре имени К. С. Станиславского. Благодаря усилиям Мейерхольда в репертуар театра была включена новая опера Прокофьева «Семен Котко». По свидетельству Мейерхольда, 3 апреля 1939 года Прокофьев сыграл первые 2 акта новой оперы для узкого круга лиц — Мясковского, Катаева и Мейерхольда. После ареста В. Э. Мейерхольда на должность режиссёра-постановщика оперы была назначена С. Г. Бирман. Оркестровка оперы была окончена 29 августа 1939 года. Однако за время подготовки спектакля изменилась политическая ситуация. Весной 1940 года перед премьерой обсуждались вопросы о необходимости внесения изменений как в либретто, так и в музыку к опере. Действующих по либретто немцев сперва заменили на австрийцев, затем пытались выдать за лиц неопределённой национальности. Прокофьев отправил письмо Молотову, убеждая увидеть всё своими глазами на закрытом просмотре и лично убедиться в политкорректности материала. После просмотра Молотов дал разрешение на первый показ спектакля.
Композитор присутствовал на репетициях и премьере спектакля 23 июня 1940 года, но его постановка не была удачной. В 1940 году Союз композиторов СССР рекомендовал оперу «Семён Котко» на соискание Сталинской премии, но рекомендация была отклонена Комитетом по премиям.

## Действующие лица
- Семён Котко, демобилизованный солдат (тенор)
- Мать Семёна (меццо-сопрано)
- Фрося, сестра Семёна (меццо-сопрано)
- Ткаченко, бывший фельдфебель (бас)
- Хивря, его жена (меццо-сопрано)
- Софья, их дочь сопрано
- Ременюк, председатель сельсовета и командир партизанского отряда (бас)
- Ивасенко, старик (бас)
- Микола, его сын (тенор)
- Царёв, матрос (баритон)
- Люба, невеста Царёва (сопрано)
- Работник, он же помещик Клембовский (тенор)
- Переводчик (тенор)
- Фон Вирхов, немецкий обер-лейтенант (тенор)
- Бандурист (баритон)

Бабы, сверстники, старики, гайдамаки, партизаны и другие.

## Краткое содержание
Своим сюжетом «Семён Котко» несколько напоминает балет «На Днепре»: солдат вернулся с фронта, для обретения возлюбленной требуется преодолеть преграды, счастливый финал.
Действие происходит в 1918 году на Украине.
Семён четыре года воевал с немцами в Первой мировой войне. На пороге родной хаты встречается с матерью, рассказывает односельчанам о войне. Ткаченко, отец его возлюбленной Софьи и командир артиллерийской батареи, в которой служил Котко, убеждает дочь забыть о бедном женихе, желая выдать её за бывшего помещика Клембовского. Фрося советует заслать сватов, которым Ткаченко не сможет отказать — председателю сельсовета Ременюка и матроса Царёва, разделившими земли Клембовского между жителями села. Угрозы отца не могут сломить чувства Софьи. Во время сватовства в селе появляются немецкие лазутчики, которых удаётся споить и обезоружить.
Теплой украинской ночью по селу гуляют пары влюблённых: Любка и Царёв, Фрося с Миколой. После обручения Семён и Софья не в силах расстаться. Быстро летит время и приближается рассвет. Село занимают немцы и гайдамаки, казнят выданных Ткаченко старика Ивасенка и матроса Царёва. Семёну с Миколой удаётся снять с виселицы тела казнённых и скрыться. В селе начинается большой пожар. Любка не может найти Царёва и теряет рассудок, повторяя: «Нет, нет, то не Василёк, то не Василёчек, то другой чужой матрос…»
Семён и Микола попадают к партизанам, решают отомстить за смерть товарищей и дают клятву сына трудового народа. Осенью Семён обучает партизан обращению с артиллерией. Фрося приносит в отряд новость о предстоящей свадьбе Софьи с Клембовским. Для подготовки наступления Красной Армии Семён с Миколой отправляются в село на разведку. Им удаётся прервать венчание в церкви и спасти Софью. Гайдамаки берут разведчиков в плен и собираются их расстрелять, но в село входят партизаны. Народ празднует победу.

## Постановки
- 1940 — 23 июня премьера в Оперном театре имени К. С. Станиславского (Москва). Режиссёр — С. Г. Бирман, дирижёр — М. Н. Жуков, художник — А. Г. Тышлер[12].
- 1960 — Театр имени Кирова (Ленинград), дирижёр — С. В. Ельцин, режиссёр — Алексей Киреев, художник — С. С. Мандель. С 11 июня 1960 года по 20 апреля 1962 года прошло 11 спектаклей[17].
- 1970 — премьера в Большом театре[18][19] (Москва), режиссёр Б. А. Покровский[20], дирижёр Ф. Ш. Мансуров, художник-постановщик В. Я. Левенталь. Партии исполняли: Г. Андрющенко (Семён), Т. Синявская и Е. Образцова (Фрося), А. Кривченя и А. Эйзен (Ткаченко), Г. П. Вишневская и Н. Лебедева (Софья), М. Решетин (Ременюк), Ю. Мазурок (матрос Царёв), А. Д. Масленников (помещик Клембовский)[21], Г. Ефимов и В. Власов (переводчик).
- 1999 — премьера в Мариинском театре (Санкт-Петербург), оркестр и хор Мариинского театра под управлением Валерия Гергиева, режиссёр — Юрий Александров, художник-постановщик — Семён Пастух. 20 спектаклей с 8 июня 1999 года по 1 февраля 2016 года. Постановка была записана фирмой Philips в 1999 году[16], компакт-диск вышел в 2000 году. В этой записи номера «Рано, рано, раненько, сестру брат замовляет» и «Заповіт» по стихотворению Т. Г. Шевченко хор поёт в переводе на русский язык Н. Тихонова («Как умру, хороните вы меня в могиле», 1845). На пластинках советских времён выпусков 1960-х и 1970-х годов указывалось, что эти же фрагменты из оперы исполнялись на украинском языке.
- 2025 — 17 июля, премьера в Большом театре (Москва) к 85-летию со дня мировой премьеры. Режиссёр-постановщик — Сергей Новиков, музыкальный руководитель и дирижёр — Валерий Гергиев, художник-постановщик — Мария Высотская, дирижёр — Антон Гришанин. Партии исполняли: Игорь Морозов (Семён), Алина Черташ (Фрося), Михаил Казаков (Ткаченко), Светлана Лачина (Софья), Владислав Попов (Ременюк), Андрей Потатурин (матрос Царёв), Игорь Янулайтис (помещик Клембовский), Иван Давыдов (переводчик)[22]. 20 июля — трансляция спектакля ВКонтакте, в кинотеатре «Октябрь» и на Театральной площади на большом экране перед историческим зданием Большого театра[23]. На премьере оперы использовали слайды с оправданием российского вторжения на Украину.[24]

Ноель Манн (Noëlle Mann) указывала, что по данным Ричарда Свифта (Richard Swift) со дня премьеры в 1940 году по 2003 год состоялось 280 показов спектакля, и приводила даты некоторых премьер: Брно (17 мая 1959), Пермь (12 апреля 1960), Карл-Маркс-Штадт (26 мая 1962), Дрезден (4 ноября 1962), Острава (2 февраля 1963), Тбилиси (3 мая 1964), София (11 февраля 1965), Донецк (2 марта 1967), Либерец (25 марта 1977), Русе (25 марта 1977), Одесса (26 октября 1977), Прага (4 ноября 1977).

## Записи оперы
- 1960 — Симфонический оркестр Всесоюзного радио под управлением М. Жукова и хор Всесоюзного радио, художественный руководитель хора — К. Лебедев, хормейстер — В. Кунев. Фирма Мелодия Д 07305-12 (4 пластинки), запись 1960 года[26]. Эта же запись была переиздана в 2013 году на компакт-дисках MEL CD 10 02120 (3 CD)[27].

Другие записи оперы были выпущены фирмами Philips (4646052, 2000), Chandos (CHAN10053, 2003), Decca (4782315, 2010). Общая продолжительность записей варируется от 2 до 3 часов.

## Сюита «Семён Котко»
В 1943 году С. С. Прокофьев по уже установленной им традиции на материале оперы создал симфоническую сюиту для большого оркестра «Семён Котко», op. 81 bis. На современных информационных ресурсах создание сюиты ошибочно датируется 1941 годом. Сам композитор указывал, что сюита из оперы была сочинена в 1943 году в Перми:

По моей опере «Семен Котко» я сочинил симфоническую сюиту под тем же названием о борьбе с немцами на Украине в 1918 году. В сюите 8 частей. Работая над ней, я выбрал из оперы то, что мне казалось лучшим со стороны музыкальной, и то, что особенно перекликается с сегодняшней борьбой с немцами. Сюита рассказывает об украинском селе: о его трудной жизни, звонких песнях, вишневых садах, в которых встречались молодые влюбленные теплыми южными ночами. Нашествие немцев прерывает мирную жизнь села, она становится страшной. Грабежи, жестокие расправы немцев с жителями. Пожар села. Казни. Партизаны хоронят погибших героев. Село не склоняет голову перед завоевателями, а вступает в непримиримую борьбу с ними. В последней части «Наши пришли» — село, отбитое у немцев, вновь свободно.
Осенью 1943 года я переехал из города Пермь в Москву.— Прокофьев о Прокофьеве. Статьи и интервью, 1991.
Сюита состоит из 8 частей общей продолжительностью 36—42 минуты:
1. Вступление. Andante
2. Семён и мать. Moderato
3. Замовины (сватовство). Moderato
4. Южная ночь. Adagio
5. Казнь. Allegro moderato
6. Село горит. Andante moderato
7. Похороны. Andante
8. Наши пришли. Vivace

Первое исполнение этого сочинения состоялось 27 декабря 1943 года в Москве под управлением М. Н. Жукова. Партитура впервые вышла в 1947 году в нотоиздательстве «Музгиз». Записи сюиты были выпущены фирмами Chandos, Revelation, CPO, Northern Flowers:
- 1990 — Шотландский национальный оркестр под управлением Неэме Ярви, Chandos 8803
  - 2008 — тот же исполнитель, Chandos 10485
- 1996 — Симфонический оркестр Всесоюзного радио под управлением Геннадия Рождественского, Revelation (RV 1004), запись 1985 года
- 2004 — Симфонический оркестр Кёльнского радио под управлением Михаила Юровского, CPO999 976-2
- 2012 — Санкт-Петербургский государственный академический симфонический оркестр под управлением А. В. Титова, Northern Flowers (NFA 9980)[30]